# Église catholique en Lettonie
L'Église catholique en Lettonie (en letton : « Katoļu baznīca Latvijā »), désigne l'organisme institutionnel et sa communauté locale ayant pour religion le catholicisme en Lettonie.
L'Église en Lettonie est organisée en une unique province, la province ecclésiastique de Riga, qui n'est pas soumise à une juridiction nationale au sein d'une église nationale mais est soumise à la juridiction universelle du pape, évêque de Rome, au sein de l'« Église universelle ».
La province de Riga comprend quatre diocèses (un archidiocèse métropolitain et trois diocèses), qui rassemblent toutes les paroisses de la Lettonie.
En étroite communion avec le Saint-Siège, les évêques des diocèses en Lettonie sont membres d'une instance de concertation, la Conférence des évêques lettons.
Depuis l’indépendance (1991), la Lettonie n'a plus de religions d'État ni officielles⁣⁣, ce qui est confirmé en 1922, l'article 99 de la Constitution stipulant que « Chacun a droit à la liberté de pensée, de conscience et de religion. L'Église est séparée de l'État » autorisant, ainsi l'Église catholique.

## Organisation
L’Église catholique en Lettonie recouvre quatre diocèses (un archidiocèse métropolitain et trois diocèses) répartis dans une unique province ecclésiastique :
- Province ecclésiastique de Riga
  - Archidiocèse de Riga
  - Diocèse de Jelgava (de)
  - Diocèse de Liepāja (de)
  - Diocèse de Rēzekne-Aglona (de)